# Tilo Baumgärtel
Tilo Baumgärtel, född 1972, är en tysk målare. Han studerade vid Hochschule für Grafik und Buchkunst Leipzig från 1991 till 1994 och hade sin första separatutställning 1998. Han räknas till nya Leipzigskolan. Han bor i Leipzig med sin fru fotografen Nadin Rüfenacht och deras fem barn.